# InterCity (comboio)

Logo

InterCity (IC) é o nome empregue na Europa para designar uma categoria de comboios de passageiros rápido que liga grandes cidades e só  pára numa estação ferroviária importante. Pode dizer-se que é um EuroCity que funciona dentro de um paîs.

## Europa
Da Alemanha à Suécia todos os países da Europa emprega o termo InterCity para definir  este tipo de comboio, com seguintes excepções.

## Portugal
Manteve o nome  Intercidades

## Suíça
A Suíça já utilizava este termo quando ele foi empregue nos outros países da Europa. Designa um tipo intermediário entre um combóio Inter-Regional (IR) e o EuroCity (EC), normalmente com dois andares e um espaço dedicado às família. Textualmente "... as crianças podem fazer aí um pouco mais de barulho 